# Roope Hintz
Roope Hintz (* 17. listopadu 1996, Tampere) je finský hokejový útočník hrající za tým Dallas Stars v NHL.

## Hráčská kariéra

### Dallas Stars
V sezóně 2021/22 hrál Hintz v první lajně Stars po boku Joea Pavelskiho a Jasona Robertsona, kteří se významně podíleli na gólovém účtu Stars v sezóně, když tato lajna dohromady vstřelila téměř 44% branek Stars. 30. listopadu zaznamenal Hintz svůj první hattrick v kariéře v NHL, při výhře nad Carolinou Hurricanes 4:1. Hranice třiceti gólů dosáhl po prvních 65 zápasech základní části.

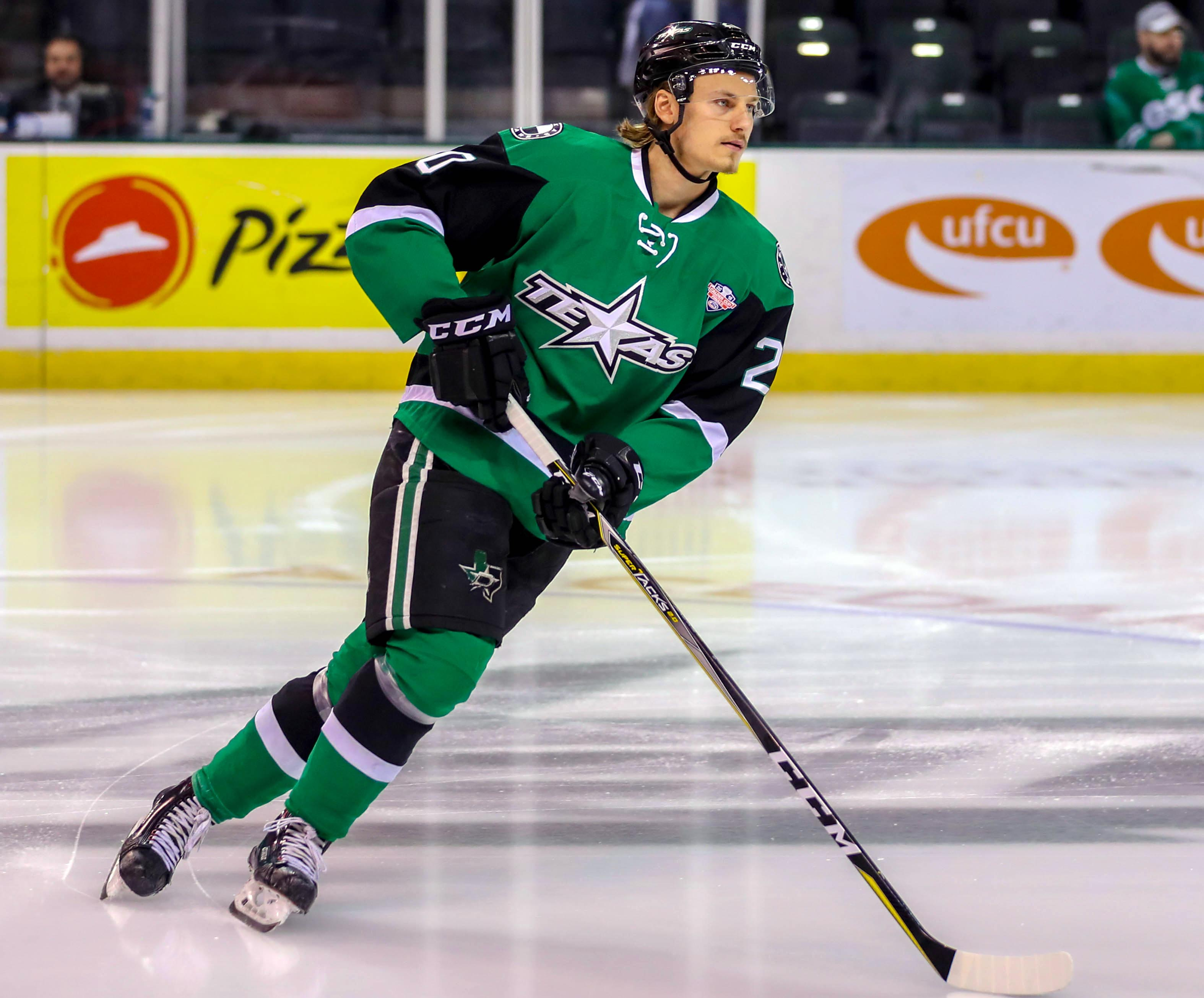
Hintz v dresu Texas Stars v roce 2018.

Sezonu 2022/23 začal Hintz opět v první formaci Stars a prvních 20 zápasů odehrál s bodovým průměrem na zápas nebo vyšším. Dne 29. listopadu 2022 podepsal Hintz s Dallasem osmileté prodloužení smlouvy na 67,6 milionu dolarů. 19. dubna 2023 zaznamenal Hintz svůj první hattrick v kariéře v play-off ve druhém zápase prvního kola proti Minnesotě Wild, který Stars vyhráli 7:3. Stal se teprve čtvrtým hráčem Stars v historii, který zaznamenal hattrick v play-off, a prvním, kterému se to podařilo v Dallasu.

## Ocenění a úspěchy
- 2017 Liiga – Nejlepší nahrávač v playoff
- 2017 Liiga – Nejproduktivnější hráč v playoff
- 2018 AHL – Nejlepší nahrávač v playoff jako nováček

## Prvenství
- Debut v NHL – 4. října 2018 (Dallas Stars proti Arizona Coyotes)
- První gól v NHL – 18. listopadu 2018 (New York Islanders proti Dallas Stars, německému brankáři Thomas Greiss)
- První asistence v NHL – 23. listopadu 2018 (Dallas Stars proti Ottawa Senators)
- První hattrick v NHL – 30. listopadu 2021 (Dallas Stars proti Carolina Hurricanes)

## Klubové statistiky
| Sezóna        | Klub             | Soutěž        |     | Základní část | Základní část | Základní část | Základní část | Základní část |    | Play off | Play off | Play off | Play off | Play off |
| Sezóna        | Klub             | Soutěž        | Z   | G             | A             | B             | TM            | Z             | G  | A        | B        | TM       |          |          |
| 2013/14       | Tampereen Ilves  | SM-s 18       | 1   | 2             | 0             | 2             | 0             | 7             | 3  | 6        | 9        | 4        |          |          |
| 2013/14       | Tampereen Ilves  | SM-l 20       | 29  | 18            | 20            | 38            | 16            | 5             | 0  | 0        | 0        | 0        |          |          |
| 2013/14       | Tampereen Ilves  | Liiga         | 7   | 0             | 0             | 0             | 2             | —             | —  | —        | —        | —        |          |          |
| 2014/15       | Tampereen Ilves  | SM-l 20       | —   | —             | —             | —             | —             | 6             | 1  | 1        | 2        | 0        |          |          |
| 2014/15       | Turun Palloseura | Liiga         | 42  | 5             | 12            | 17            | 10            | 2             | 0  | 0        | 0        | 0        |          |          |
| 2015/16       | HIFK Hockey      | Liiga         | 33  | 8             | 12            | 20            | 4             | 18            | 2  | 4        | 6        | 2        |          |          |
| 2016/17       | HIFK Hockey      | Liiga         | 44  | 19            | 11            | 30            | 18            | 14            | 3  | 11       | 14       | 4        |          |          |
| 2017/18       | Texas Stars      | AHL           | 70  | 20            | 15            | 35            | 27            | 22            | 4  | 8        | 12       | 4        |          |          |
| 2018/19       | Dallas Stars     | NHL           | 58  | 9             | 13            | 22            | 24            | 13            | 5  | 3        | 8        | 2        |          |          |
| 2018/19       | Texas Stars      | AHL           | 21  | 9             | 13            | 22            | 10            | —             | —  | —        | —        | —        |          |          |
| 2019/20       | Dallas Stars     | NHL           | 60  | 19            | 14            | 33            | 16            | 25            | 2  | 11       | 13       | 10       |          |          |
| 2020/21       | Dallas Stars     | NHL           | 41  | 15            | 28            | 43            | 4             | —             | —  | —        | —        | —        |          |          |
| 2021/22       | Dallas Stars     | NHL           | 80  | 37            | 35            | 72            | 28            | 6             | 2  | 2        | 4        | 2        |          |          |
| 2022/23       | Dallas Stars     | NHL           | 73  | 37            | 38            | 75            | 30            | 19            | 10 | 14       | 24       | 8        |          |          |
| 2023/24       | Dallas Stars     | NHL           | 80  | 30            | 35            | 65            | 22            | 15            | 2  | 6        | 8        | 6        |          |          |
| Liiga celkově | Liiga celkově    | Liiga celkově | 126 | 32            | 35            | 67            | 34            | 34            | 5  | 15       | 20       | 6        |          |          |
| NHL celkově   | NHL celkově      | NHL celkově   | 392 | 147           | 163           | 310           | 124           | 78            | 21 | 36       | 57       | 28       |          |          |

## Reprezentace
| Rok                       | Tým                       | Soutěž                    | Z  | G | A | B | TM |
| ------------------------- | ------------------------- | ------------------------- | -- | - | - | - | -- |
| 2015                      | Finsko20                  | MS-20                     | 5  | 0 | 2 | 2 | 2  |
| 2016                      | Finsko20                  | MS-20                     | 7  | 3 | 1 | 4 | 2  |
| Juniorská kariéra celkově | Juniorská kariéra celkově | Juniorská kariéra celkově | 12 | 3 | 3 | 6 | 4  |